# Cigale (balletto)
Cigale è un balletto-divertissement in due atti di Jules Massenet basato su una sceneggiatura di Henri Caïn.

## Storia
Fu eseguito per la prima volta all'Opéra-Comique di Parigi il 4 febbraio 1904. La storia è ispirata alla favola La cavalletta e la formica, ma è totalmente diversa. In questo caso la cavalletta è una cicala e la formica viene definita solo "La Pauvrette" (la povera piccola). La Pauvrette, dopo essere stata accolta, nutrita e festeggiata da La Cigale, è scortese e senza cuore quando la situazione è invertita. Cigale viene lasciata morire nella neve al termine del balletto. La musica, registrata dal direttore d'orchestra Richard Bonynge e disponibile in commercio, è sorprendente per il suo fascino e la sua vitalità, anche se probabilmente superata, vista la data della composizione. Il balletto è raramente, per non dire mai, ripreso e non fa parte del repertorio di balletto standard.

## Personaggi

### Femmine
- Cigale
- La Pauvrette
- Le Petit Ami

### Maschi
- Madame Fourmi
- Le Garçon de Banque

### Corpo di ballo
- Les Cigales, Les Flocons de Neige, Les Voisines, Les Anges